# Churandy Martina
Churandy Martina, född 3 juli 1984 på ön Curaçao i Nederländska Antillerna, är en framstående sprinter som numera tävlar för Nederländerna.
I de Olympiska spelen 2008 satte Martina nya nationella rekord på både 100 meter med 9,93 och 200 meter med 20,11. I 100-metersfinalen slutade han på fjärde plats. I 200-metersfinalen kom han i mål som tvåa efter Usain Bolt, men blev diskvalificerad för att ha trampat på intilliggande bana.